# Cuoiovaldarno R.F.C.
Cuoiovaldarno Romaiano Football Club, thông thường được gọi là Cuoiovaldarno, là một câu lạc bộ bóng đá Ý có trụ sở tại Santa Croce sull'Arno, Tuscany.

## Lịch sử
Câu lạc bộ được thành lập năm 2003 với tên gọi Cuoiopelli Cappiano Romaiano, như một sự hợp nhất giữa Cappiano Romaiano, một nhóm nhỏ từ Ponte - Cappiano, frazione của fucecchio, vừa thăng hạng lên Serie C2 vào thời điểm đó, và Cuoio Pelli, một đội bóng Serie D nổi tiếng hơn từ Santa Croce sull'Arno.
Câu lạc bộ chơi ở Lega Pro Seconda Divisione liên tiếp từ năm 2003 đến 2009, khi họ bị đánh bại bởi Bellaria trong trận playoff xuống hạng. Vào tháng 6 năm 2009, câu lạc bộ cũng tuyên bố đã chuyển sang tên gọi Cuoiovaldarno. Tuy nhiên, chỉ một tháng sau, chủ tịch câu lạc bộ đã quyết định từ bỏ chơi ở Serie D cho mùa giải 2009-10, do đó khiến câu lạc bộ bước ra khỏi bức tranh toàn cảnh bóng đá.

## Màu sắc và huy hiệu
Màu sắc của đội là trắng, đỏ và xanh.

## Cựu cầu thủ đáng chú ý
- liên_kết=|viền David Balleri (thi đấu cho Cuoio Pelli, trước khi sáp nhập)
- liên_kết=|viền Marco Landucci
- liên_kết=|viền Cristiano Lucarelli (thi đấu cho Cuoio Pelli, trước khi sáp nhập)
- liên_kết=|viền Massimiliano Allegri (đội một)